# Карл Теодор Баварски
Карл Теодор Максимилиан Август Баварски (на немски: Karl Theodor Maximilian August Prinz von Bayern; * 7 юли 1795, Манхайм; † 16 август 1875, Тегернзе) от династията Вителсбахи (Линия Пфалц-Биркенфелд-Бишвайлер), е принц на Бавария, генерал-фелдмаршал и имперски съветник на Баварската корона.

## Живот
Той е вторият син, най-малкото дете, на първия баварски крал Максимилиан I Йозеф (упр. 1799 – 1825) и първата му съпруга ландграфиня Августа Вилхелмина фон Хесен-Дармщат (1765 – 1796), дъщеря на принц и ландграф Георг Вилхелм фон Хесен-Дармщат и графиня Мария Луиза Албертина фон Лейнинген-Дагсбург-Фалкенбург. Карл Теодор е по-малък брат на крал Лудвиг I Карл Август (1786 – 1868). Сестра му Каролина Августа Шарлота (1792 – 1873) е императрица на Австрия, от 1816 г. съпруга на император Франц II от Австрия и крал на Унгария. Полубрат е на Елизабет-Лудовика (кралица на Прусия), на Амалия-Августа (кралица на Саксония), Мария Анна Леополдина (кралица на Саксония), София Фредерика Доротея Вилхелмина (ерцхерцогиня на Австрия), майка на император Франц Йосиф, Мария Лудовика Вилхелмина, майка на императрица Елизабет Баварска.
Принц Карл става генерал-майор на 25 юни 1813 г. и участва в освободителните войни против Франция. През 1813 г. той е почетен член на Баварската академия на науките.
На 14 ноември 1825 г. брат му Лудвиг му преписва Принц-Карл-Палат в Мюнхен, днес седалище на баварския министър-президент.
Той отказва през 1831 г. предложената му гръцка кралска корона, след което тя е получена от неговия племенник, принц Ото. На 16 януарти 1841 г. Карл е повишен на фелдмаршал и инспектор на баварската армия. През 1860 г. той е главнокомандващ на германския военен корпус.
На 16 август 1875 г. − няколко дена преди пристигането на неговата племенница, Жозефин Льойхтенбергска, кралица-майка на Швеция, вдовица на крал Оскар I – принц Карл е изхвърлен на езерото Тегернзе от коня му и веднага умира.
- Принц Карл Баварски
- Принц Карл Теодор Баварски, 
(1835)

## Фамилия
Първи брак: през 1823 г. (морг.) с Мария Анна София дьо Пéтин (1796 – 1838), която прави през 1823 г. „фрайфрау фон Байрсторф“. Той загубва правото си на наследство. Двамата имат три дъщери:
- Каролина София (* 16 октомври 1817; † 25 май 1889) ∞ Адолф Еберхард фон Гумпенберг (* 24 февруари 1804; † 16 декември 1877)
- Максимилиана Теодора (* 20 септември 1823; † 19 март 1895) ∞ Август Вилхелм Дрексел ауф Дойфщетен (* 28 март 1810; † 20 май 1880)
- Франциска София (* 10 октомври 1827; † 2 март 1912) ∞ Пауло Мартинс де Алмеида (* 18 юни 1807; † 7 април 1874), 1. вицеграф на Алмеида

Втори брак: през 1859 г. за Хенриета Шьолер (1815 – 1866), от 1859 г. „фрайфрау фон Франкенбург“. Бракът е бездетен.